# Schlosspark Ellingen

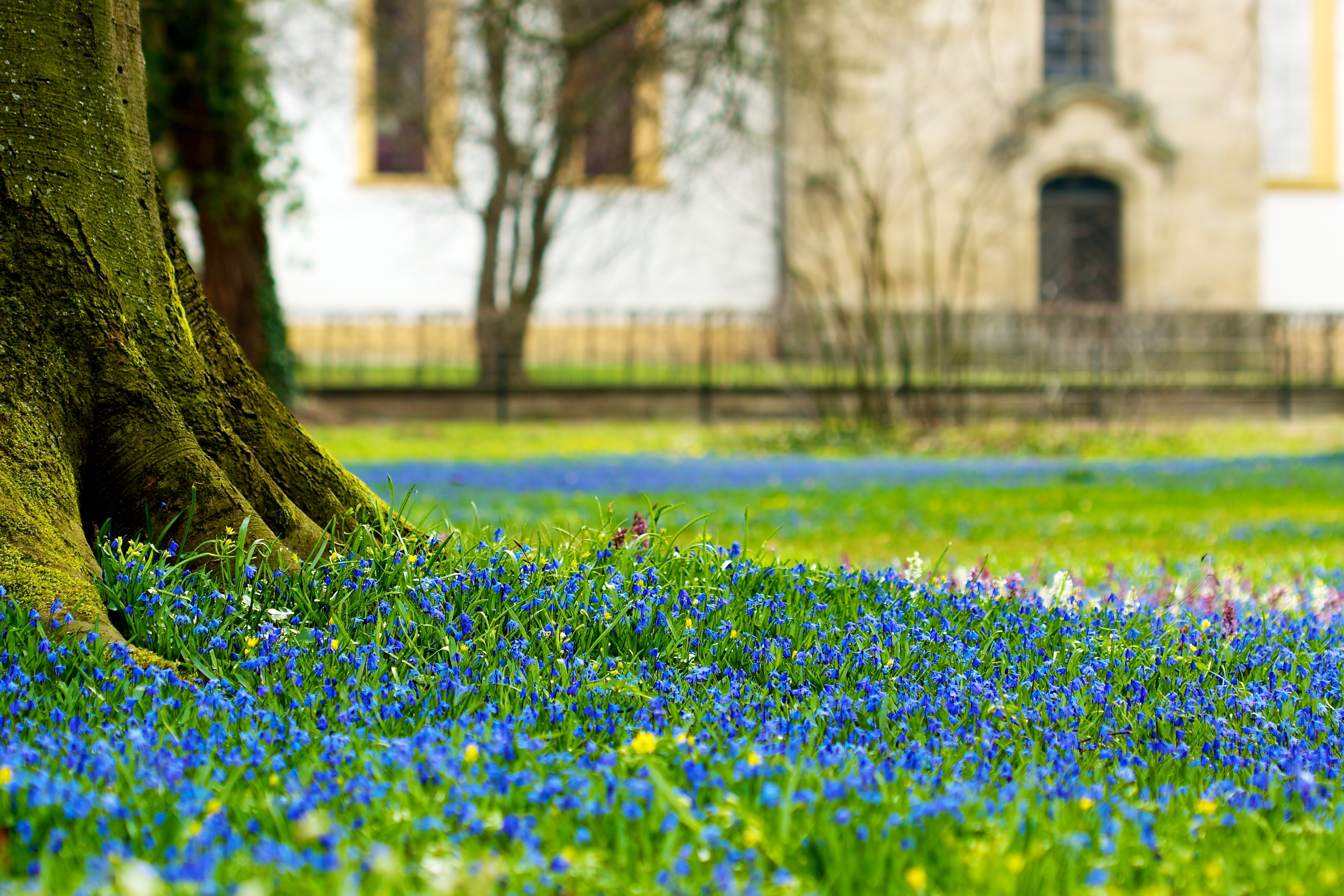
Frühlingsblüte von Scilla bifolia im Ellinger Schlossgarten

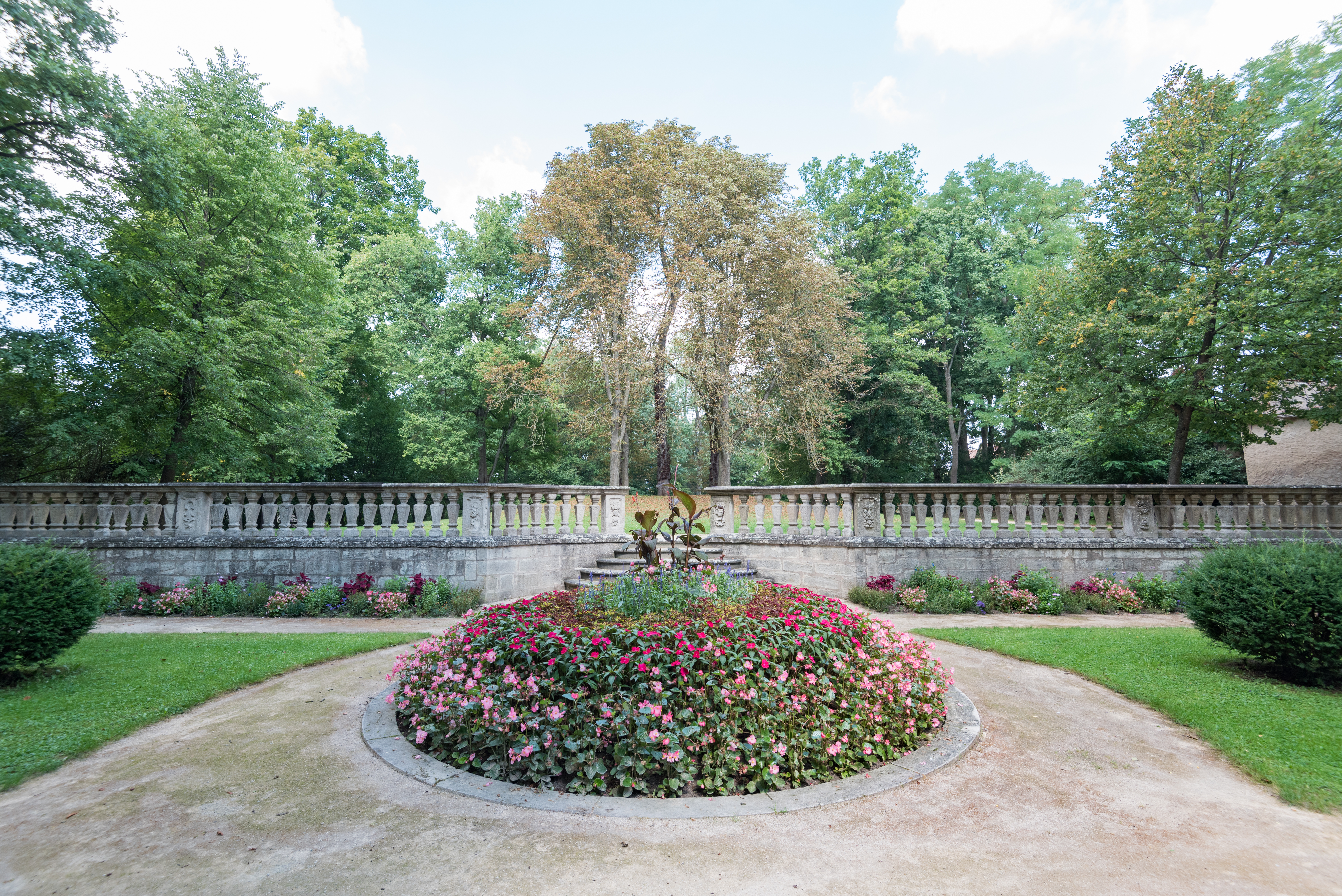

Der Schlosspark Ellingen ist die Parkanlage der Residenz Ellingen in der gleichnamigen Stadt Ellingen im mittelfränkischen Landkreis Weißenburg-Gunzenhausen. Die Anlage ist zusammen mit dem Schloss unter der Denkmalnummer D-5-77-125-90 als Baudenkmal in die Bayerische Denkmalliste eingetragen. Der etwa drei Hektar große Park wird von der Bayerischen Verwaltung der Schlösser, Gärten und Seen gepflegt.
Die barocke Parkanlage entstand um 1720 während des Neubaus des Ellinger Schlosses. Eine Ansicht des Schlossparks aus einem Wappenkalender von 1726 zeigt ihn als das Idealbild eines barocken Gartens. Von 1796 bis ins 19. Jahrhundert hinein wurde der Park zu einem Englischen Landschaftsgarten im Stil des Klassizismus umgestaltet. Dabei wurden zahlreiche Baumsorten gepflanzt und ein Gartenpavillon mit Balusterbrüstung als nördliche Begrenzung errichtet. Im Zweiten Weltkrieg wurde dieser Pavillon teilweise zerstört oder abgetragen, heute ist als Parkarchitektur nur eine Balustrade übrig geblieben. Neben dem alten und artenreichen Baumbestand, darunter ein 200 Jahre alter Ginkgo, ist die Blüte der Blausterne (Scilla bifolia) zu Ostern bemerkenswert. Ferner zählen zum Baumbestand diverse Rotbuchen.
Der Garten ist heute frei zugänglich.